# Urotrachys
Urotrachys es un género de ácaros perteneciente a la familia Trachyuropodidae.

## Especies
- Urotrachys Berlese, 1903
  - Urotrachys formicaria (Lubbock, 1881)
  - Urotrachys formicariasimilis (Hirschmann, 1975)